# Albert-Sigismond de Bavière
Albert-Sigismond de Bavière (né le 5 août 1623 à Munich; † 4 novembre 1685 à Freising) est prince-évêque de Freising (1652) et de Ratisbonne (1668).

## Biographie

### Sa famille
Albert-Sigismond est un prince de la maison de Wittelsbach : fils du duc Albert VI de Bavière (1584–1666) et de Mechthilde de Leuchtenberg (1588–1634), fille du landgrave Georges-Louis de Leuchtenberg.

### Évêque de Freising
Il fut d’abord chanoine d’Augsbourg et de Salzbourg, prévôt de Constance et de l'abbaye d'Altötting. Grâce à son oncle, l’Électeur Maximilien Ier il est en 1640 coadjuteur du prince-évêque de Freising Gui Adam von Gepeckh. À sa mort en 1651, il monte sur le trône épiscopal de Freising sans même avoir reçu les ordres. La régence d'Albert-Sigismond est une période plutôt terne pour la principauté de Freising, malgré des orientations architecturales particulières : construction des écuries princières, portail baroque pour la cathédrale, construction du palais du Belvédère et de la galerie des Princes (Fürstengangs) ; inauguration de la colonne Sainte-Marie au centre de Freising et aménagement de jardins face aux remparts.

### Évêque de Ratisbonne
La principauté épiscopale de Ratisbonne, même perpétuellement endettée, était cependant intéressante pour les princes de Wittelsbach, désireux d'étendre leur influence en  Bavière.
Le tombeau d'Albert-Sigismond se trouve dans la cathédrale de Freising face aux marches du chœur ; son cœur, suivant un usage adopté entre-temps parmi les princes de la maison de Wittelsbach, a été enchâssé dans la Gnadenkapelle de la chapelle d'Altötting.

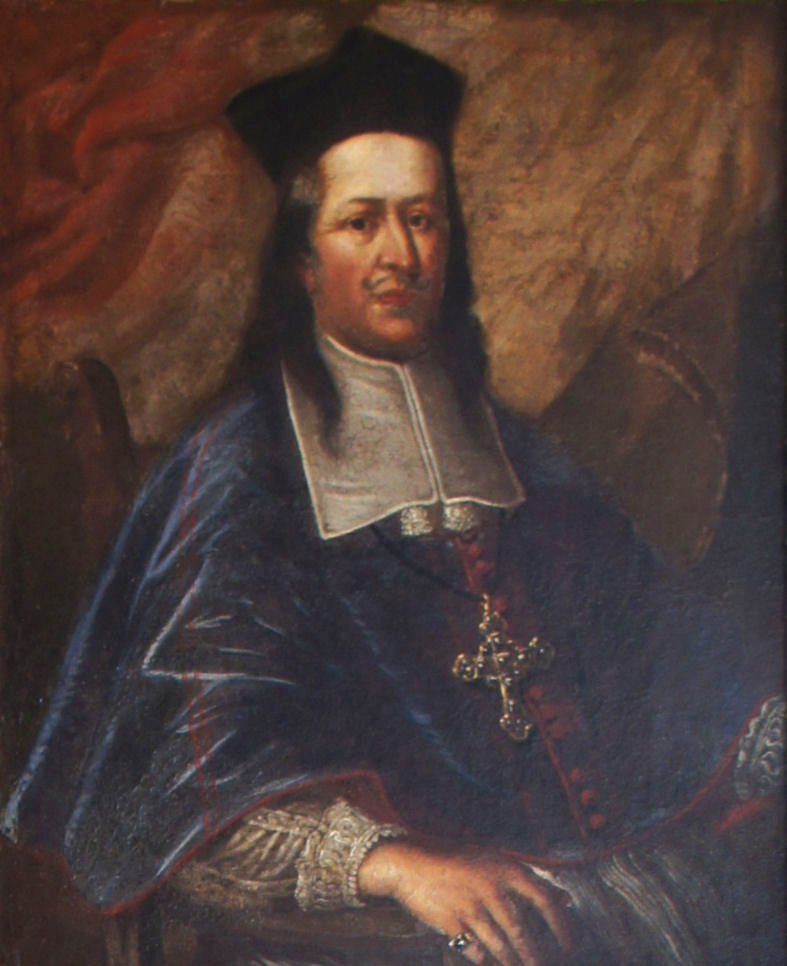
Portrait d'Albert-Sigismond dans la Galerie des Princes, qu'il a lui-même fondée à Freising.
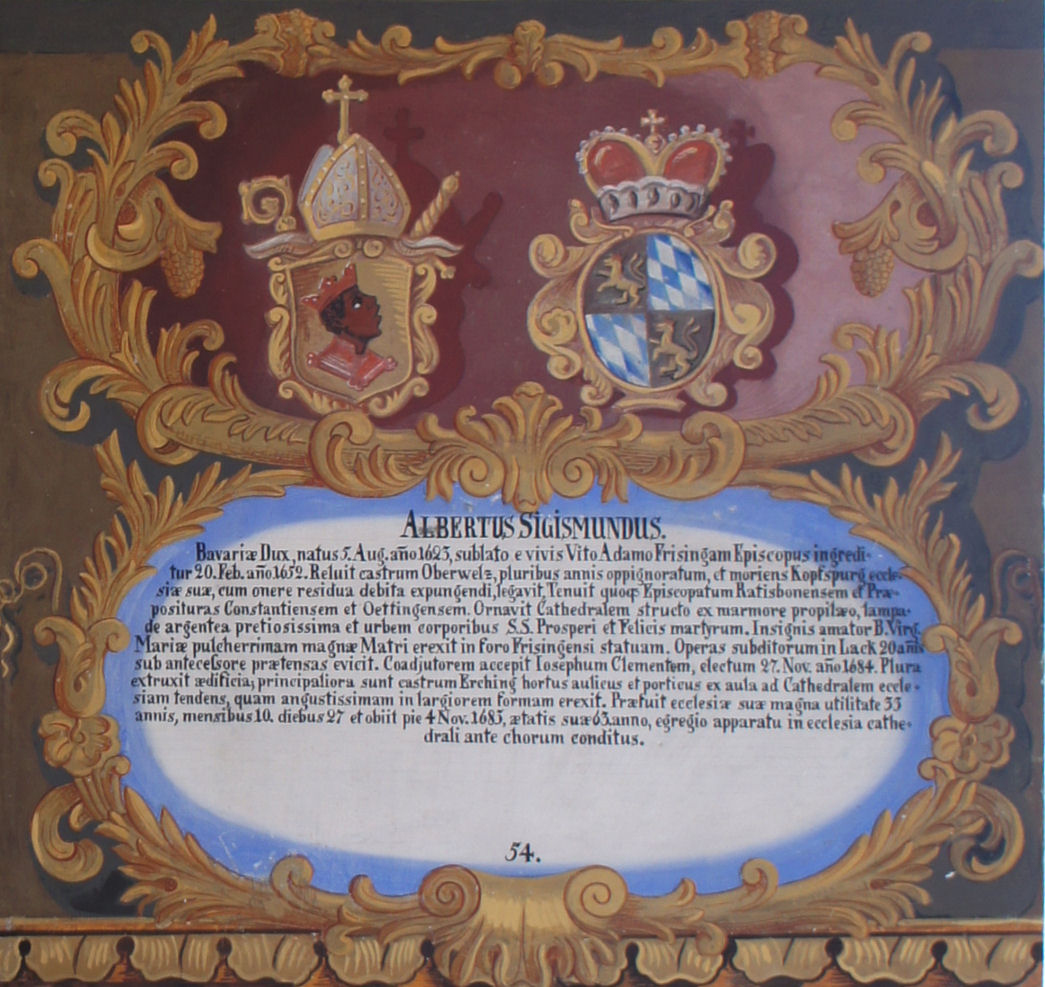
Armoiries d'Albert-Sigismond de Bavière dans la Galerie des Princes.
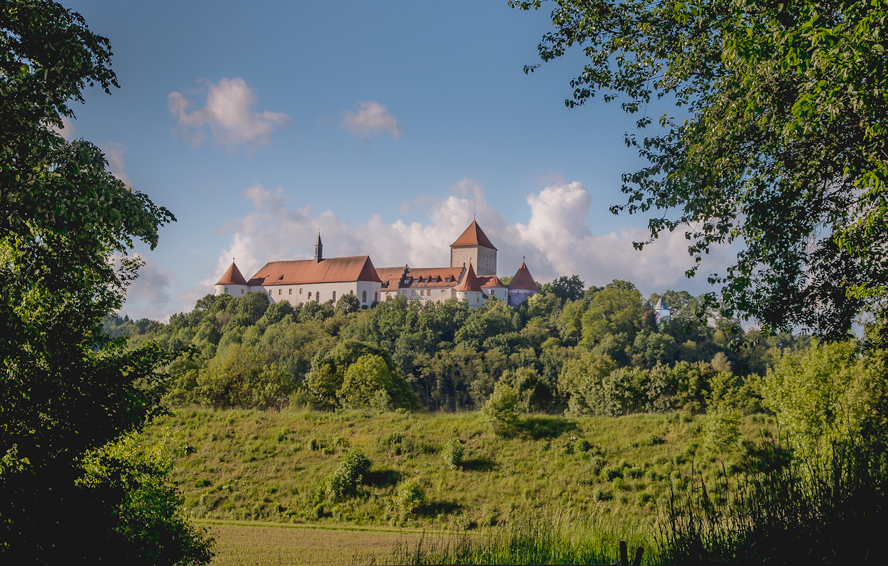
Château de Wörth-sur-le-Danube: le salon circulaire a été aménagé sous le règne d'Albert-Sigismond.